# 2nd FAI Women’s European Hot Air Balloon Championship

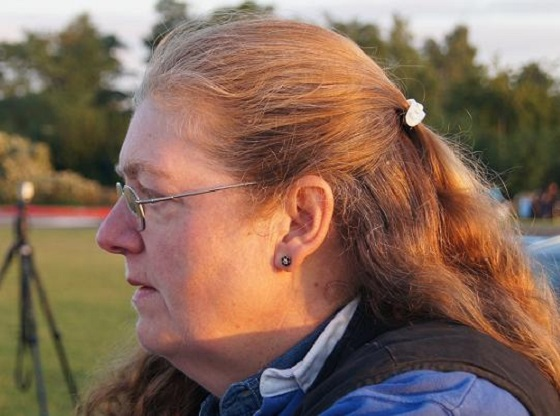
Lindsay Muir, Europameisterin 2012, Vizemeisterin 2010

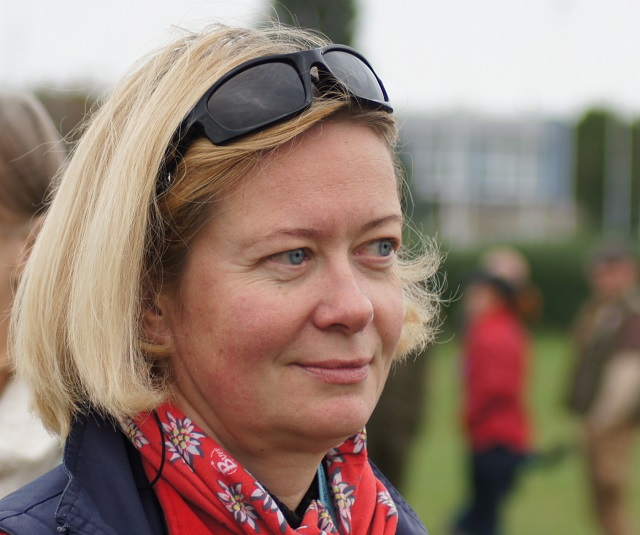
Daiva Rakauskaitė, Vizemeisterin 2012 & 2015

Die 2nd FAI Women′s European Hot Air Balloon Championship (deutsch Zweite FAI-Heißluftballon-Europameisterschaft der Frauen) fand 2012 in Frankenthal (Pfalz) statt.
Europameisterin wurde Lindsay Muir aus Wales im Vereinigten Königreich. Die Silber- und die Bronzemedaillen errangen Daiva Rakauskaitė aus Litauen und Ann Herdewyn aus Belgien.

## Weitere Platzierungen
Elisabeth Kindermann aus Graz, Österreich reiste als beste Pilotin der Junioren-WM 2012 an. Mit ihrem vierten Platz wurde sie beste Juniorin der Europameisterschaft. Beste Deutsche wurde hinter ihr Dolly Deimling aus Frankenthal-Mörsch vor Sylvia Meinl aus Sindelfingen (7.), Astrid Carl aus Gelnhausen (10.), Siegrid Ibes aus Neuss (21.) und Karin Cyrol (23.) aus Sickte. Die Schweizerin Janet Haase kam auf Platz 17.

## Verlauf
Nach Alytus in Litauen (2010) war es die zweite Ballonsportveranstaltung nach Richtlinien der FAI bei der Frauen um den Titel der besten Heißluftballonpilotin Europas kämpften. Der Wettbewerb wurde vom 18. bis 22. September 2012 ausgetragen. Es nahmen 25 Ballonfahrerinnen aus 15 Ländern Europas teil. Mit der Startnummer „1“ ging die Europameisterin des Jahres 2010 Gabriela Slavec aus Slowenien ins Rennen. Einer der möglichen Startorte war der Flugplatz Bad Dürkheim (EDRF). Die Wettbewerbsleitung lag bei Mathijs De Bruijn, Niederlande. Der 19. September war für das allgemeine Briefing und die Eröffnungsveranstaltung auf dem Marktplatz und im Frankenthaler Rathaus reserviert.

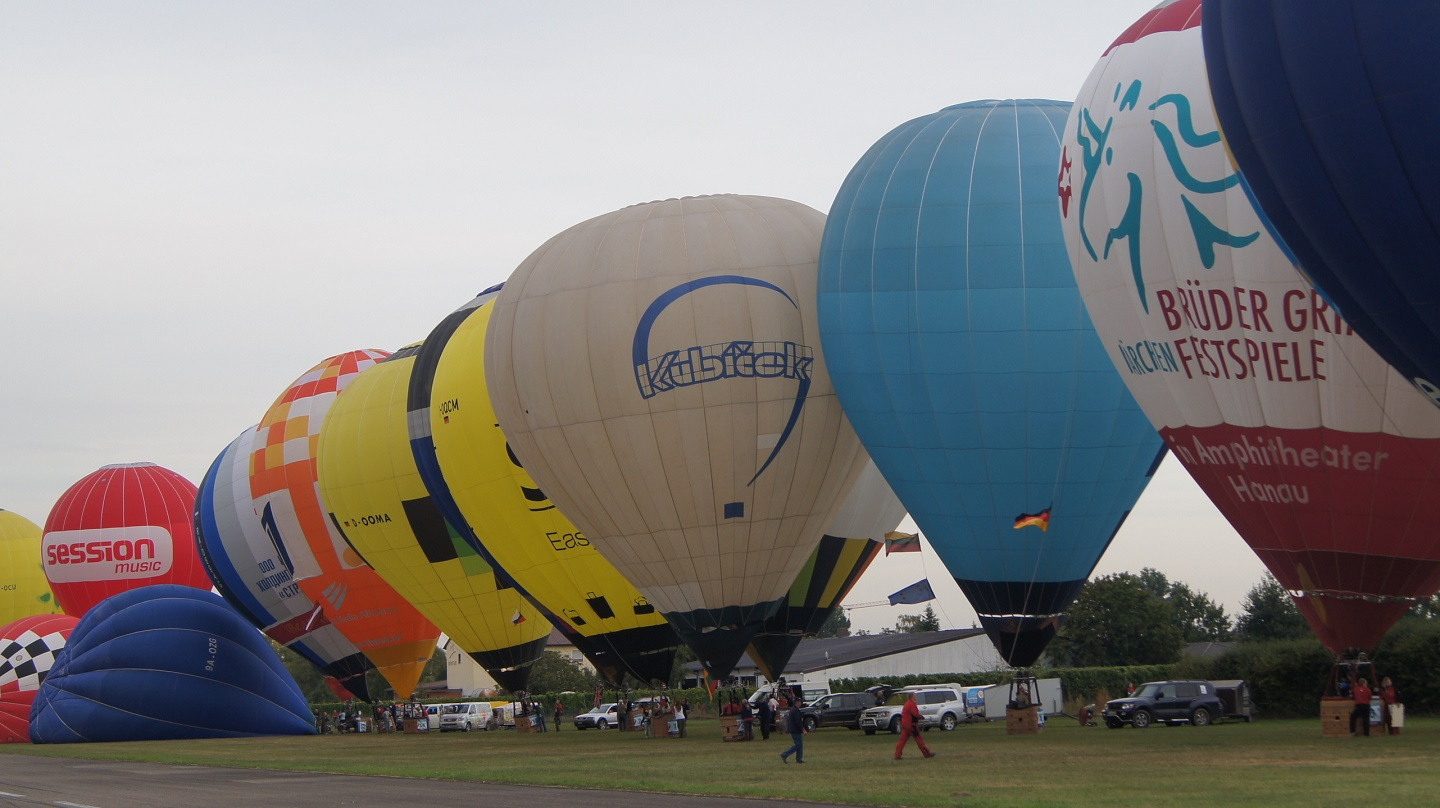
Startvorbereitung in Bad Dürkheim

Ewa Prawicka aus Leszno fuhr am Anfang ganz vorne mit und bekam gemeinsam mit Renata Narbute aus Litauen die ersten 1000 Punkte des Wettbewerbs. Nach zwei Fahrten führte Herdewyn vor Prawicka und Kristine Vevere aus Lettland. Nach vier Fahrten und zwölf Aufgaben führte weiterhin Herdewyn vor der Europameisterin 2010 Gabriela Slavec. Lindsay Muir, Vizemeisterin von 2010 lag an fünfter Stelle. Beste Deutsche war Astrid Carl auf Platz neun.  Fast gleichauf lag Elisabeth Kindermann. Die letzte Wettbewerbsfahrt fand am 21. September mit einem Massenstart vom Flugplatz in Bad Dürkheim statt. Der Reservetag am 22. war Ruhetag mit Siegerehrung.
Nach sechs Fahrten waren 19 Aufgaben absolviert. Muir und Rakauskaitė hatten – ohne Siege bei den Aufgaben – die anderen Pilotinnen durch Beständigkeit etwas distanziert. Auch Deimling, die vor dem ersten Start die Organisation an ihre Tochter abgegeben hatte, war weit nach vorne gefahren.
Der Wettbewerb wurde von einer „Ballonfiesta“ begleitet. Zu den Ehrengästen gehörte der Rekordpilot Brian Jones. Er nahm mit einer verkleinerten Ausführung des Breitling Orbiter 3 am Rahmenprogramm und Ballonglühen teil.
| Tag           | Fahrt       | Aufgaben | Bemerkungen  |
| ------------- | ----------- | -------- | ------------ |
| 19. September | 1 – morgens | 3        |              |
| 19. September | 2 – abends  | 1        |              |
| 20. September | 3 – morgens | 5        |              |
| 20. September | 4 – abends  | 3        |              |
| 21. September | 5 – morgens | 5        |              |
| 21. September | 5 – abends  | 2        |              |
| 22. September | 0 – morgens | 0        | Reserve      |
| 22. September | 0 – abends  | 0        | Siegerehrung |

## Resultate
| Rang | Pilotin                 | Nation                 | Punkte | Aufgabensiege |
| ---- | ----------------------- | ---------------------- | ------ | ------------- |
| 1    | Lindsay Muir            | Vereinigtes Königreich | 13.953 | 0             |
| 2    | Daiva Rakauskaitė       | Litauen                | 13.259 | 0             |
| 3    | Ann Herdewyn            | Belgien                | 12.822 | 2             |
| 4    | Elisabeth Kindermann    | Österreich             | 12.394 | 1             |
| 5    | Dolly Deimling          | Deutschland            | 12.231 | 2             |
| 6    | Kristine Vevere         | Lettland               | 12.087 | 4             |
| 7    | Sylvia Meinl            | Deutschland            | 11.919 | 0             |
| 8    | Gabriela Slavec         | Slowenien              | 11.642 | 0             |
| 9    | Angele Linders          | Niederlande            | 11.612 | 0             |
| 10   | Astrid Carl             | Deutschland            | 11.608 | 2             |
| 11   | Renata Narbute          | Litauen                | 10.945 | 2             |
| 12   | Beata Choma             | Polen                  | 10.227 | 0             |
| 13   | Ewa Prawicka            | Polen                  | 9.866  | 2             |
| 14   | Inga Igaune             | Lettland               | 9.654  | 0             |
| 15   | Agnė Simonavičiūtė      | Litauen                | 9.494  | 2             |
| 16   | Ekaterina Larikova      | Russland               | 9.201  | 0             |
| 17   | Janet Haase             | Schweiz                | 8.922  | 0             |
| 18   | Marie Gest              | Frankreich             | 8.505  | 0             |
| 19   | Rita Becz               | Ungarn                 | 8.464  | 0             |
| 20   | Anna Nociarova          | Slowakei               | 7.337  | 0             |
| 21   | Siegrid Ibes            | Deutschland            | 7.345  | 0             |
| 22   | Rita Naujaliene         | Litauen                | 6.524  | 1             |
| 23   | Karin Cyrol             | Deutschland            | 6.262  | 2             |
| 24   | Ewalina Helak           | Polen                  | 4.992  | 0             |
| 25   | Marija Petric-Miklousic | Kroatien               | 3.600  | 0             |